# Trmice
Trmice város Csehországban, az Ústí nad Labem-i járásban. Trmice Stebno, Ústí nad Labem és Řehlovice településekkel határos. Lakosainak száma 3357 fő (2024. január 1.).

## Népesség
A település lakosságának változását az alábbi diagram mutatja:
| Lakosok száma | 2212 | 5119 | 7969 | 5982 | 3957 | 2967 | 3288 | 3332 | 3097 | 3357 |
|               | 1869 | 1900 | 1921 | 1961 | 1980 | 2011 | 2016 | 2019 | 2021 | 2024 |